# Tlazala de Fabela
Tlazala de Fabela är en mindre stad i Mexiko, och administrativ huvudort i kommunen Isidro Fabela i delstaten Mexiko. Tlazala de Fabela hade 2 022 invånare vid folkräkningen 2010, och är kommunens största samhälle.